# Biichi Satō
Biichi Satō (佐藤 美一, Satō Biichi) est un seiyū japonais né le 22 septembre 1977 dans la préfecture de Kanagawa. 

## Biographie
Biichi Satō a participé en tant que doubleur dans des séries telles que Fullmetal Alchemist: Brotherhood et Kuroko's Basket.
Il est affilié à Office PAC.

## Données clés
- Naissance :	22 septembre 1977 (37 ans)
- Lieu de naissance : Préfecture de Kanagawa, Japon
- Nationalité :	Japonaise
- Métier :	Seiyū
- Employeur :	Office PAC
- Taille :	1,82 m

## Rôles

### Anime
- Blade : Cimarron
- Detective Conan : Noboru Takanashi
- Fullmetal Alchemist: Brotherhood : Heymans Breda
- Ghost Hound : Eiichi Ooya
- Golgo 13 : Alex
- Gundam 00 : Mahal
- Kekkaishi : Rowdy et un membre de la famille de Yomi
- Kurogane no Linebarrels (en) (lien en anglais) : Jack Smith
- Kuroko no Basuke : Shinsuke Kimura
- Shikabane Hime (en) (lien en anglais) : Shiraishi

### Films
- Fullmetal Alchemist : l'Étoile Sacrée de Milos : Heymans Breda

### Jeux Vidéo
- Final Fantasy XIII : Gadot
- Phoenix Wright: Ace Attorney - Dual Destinies : Gouzou Ban (Bobby Fullbright)

### Doublage
- Dexter : Vincent Masuka
- Queer Duck: The Movie : Vendor
- Wreck-It Ralph : Cyborg (Kano)